# 丸谷佳織
丸谷 佳織（まるや かおり、本名:五十嵐 佳織（いがらし かおり）、1965年〈昭和40年〉6月6日 - ）は、日本の政治家、ラジオパーソナリティ。公明党所属の元衆議院議員（4期）。夫はシンガーソングライターの五十嵐浩晃。

## 来歴・人物

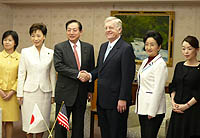
左から、鰐淵洋子、松あきら、太田昭宏、駐日アメリカ大使シーファー、浜四津敏子、丸谷佳織。

美唄市立美唄中央小学校、札幌市立平岸中学校、札幌大谷高等学校を経て、藤女子大学文学部英文学科卒業後、旅行会社に就職する。その後、ポーランド国立ポズナニ大学で日本語教師を務める。
日本帰国後、HBCラジオ（北海道放送）のパーソナリティオーディションに合格し、「スーパーリクエストショー 〜赤城敏正 宵のくちワイド」（HBCラジオ）でラジオパーソナリティデビュー、「丸谷かおり」の名義で北海道を拠点にフリーパーソナリティとしてテレビやラジオなどの放送番組を担当した。主に北海道放送（HBC）やエフエム北海道（AIR-G'）の番組を中心に活躍した。その他当時の主な担当番組に「真夜中らじお組」・「ラジオ一番通り」（HBCラジオ）や「まる音DELUXE」（tvh）などがある。また作詞家として、夫の五十嵐浩晃や石嶺聡子に歌詞を提供したことがある。

### 政界進出後
1996年10月、第41回衆議院議員総選挙に新進党公認で比例北海道ブロックから立候補、初当選。創価学会から支援を受けた。国会議員としては旧姓の丸谷を使用。
1998年1月、新党平和結党に参画。1998年11月、公明党再結成に参画。
2000年6月 第42回衆議院議員総選挙に公明党公認で比例北海道ブロックから立候補、再選。
2001年1月、森喜朗内閣で外務大臣政務官に就任。2001年5月、小泉純一郎内閣で外務大臣政務官に再任された。
2003年11月、第43回衆議院議員総選挙に公明党公認で比例北海道ブロックから立候補し、3選。2005年9月、第44回衆議院議員総選挙に公明党公認で比例北海道ブロックから立候補し、4選。
2007年12月、第45回衆議院議員総選挙に立候補しないことを発表。2009年7月21日、衆議院解散に伴い、失職。政界を引退。
現在は専門学校札幌デザイナー学院などを運営する北海道安達学園のエグゼクティブアドバイザー。

## 役職歴
- 衆議院
  - 外務委員会委員
  - 農林水産委員会委員
  - 沖縄及び北方問題に関する特別委員会理事
- 公明党
  - 女性委員会副委員長
  - 北海道本部副代表
  - 国際局次長
  - 広報局次長
  - 内閣部会副会長
  - 外交部会長代理
  - 農林水産部会副会長

## 政策
- 選択的夫婦別姓制度導入に賛同する[6]。

## 出演番組
- テレビ
  - まる音DELUXE（tvh）
- ラジオ
  - スーパーリクエストショー 〜赤城敏正 宵のくちワイド（HBCラジオ）[1]
  - 真夜中らじお組（HBCラジオ）
  - ラジオ一番通り（HBCラジオ）
  - エアーズ・ポップ（AIR-G'）
  - RADIO ZOO（AIR-G'）